# Гоми (Каспский муниципалитет)
Гоми (груз. გომი), также Квемо-Гоми (груз. ქვემო გომი) — село в Грузии, на территории Каспского муниципалитета края (мхаре) Шида-Картли.

## География
Село находится в центральной части Грузии, на правом берегу реки Куры, на расстоянии приблизительно 2 километров (по прямой) к западу от города Каспи, административного центра муниципалитета. Абсолютная высота — 553 метра над уровнем моря.

## Население
По результатам официальной переписи населения 2014 года, в Гоми проживало 884 человека (445 мужчин и 439 женщин). В национальной структуре населения грузины составляли 99,5 %, осетины — 0,2 %, армяне — 0,1 %.
| Год  | Население, человек |
| ---- | ------------------ |
| 2002 | 1012               |
| 2014 | ↘ 884              |